# Eliza Jankowa
Eliza Atanassowa Jankowa (bulgarisch Елица Атанасова Янкова; * 18. September 1994 in Warna) ist eine bulgarische Ringerin.

## Biografie
Eliza Jankowa war als Jugendliche als Sprinterin in der Leichtathletik aktiv, wechselte jedoch später zum Ringen. 2009 wurde sie vom Trainer Petar Kassabow entdeckt, der sie zu Lewski Sofia holte. 2013 wurde sie Junioren-Weltmeisterin. Zwei Jahre später verletzte sie sich an der Wirbelsäule, erholte sich jedoch und kehrte zurück. Bei den Europaspielen 2015 in Baku gewann sie Silber. 2016 gewann sie bei den Europameisterschaften in Riga und bei den Olympischen Spielen in Rio de Janeiro die Bronzemedaille.